# عذم بايكالي
العذم البايكالي  (باللاتينية: Stipa baicalensis) نوع نباتي يتبع جنس العذم من الفصيلة النجيلية.

## البيئة والانتشار
موطنه سيبيريا.

## الوصف النباتي
نبات عشبي.